# Churdan
La ville américaine de Churdan est située dans le comté de Greene, dans l’État de l’Iowa. Sa population s’élevait à 386 habitants lors du recensement de 2010.

## Source
- (en) Cet article est partiellement ou en totalité issu de l’article de Wikipédia en anglais intitulé « Churdan, Iowa » (voir la liste des auteurs).